# اچ‌ام‌اس ساگا (پی۲۵۷)
اچ‌ام‌اس ساگا (پی۲۵۷) (به انگلیسی: HMS Saga (P257)) یک زیردریایی بود که طول آن ۲۱۷ فوت (۶۶ متر) بود. این زیردریایی در سال ۱۹۴۵ ساخته شد.